# Spirit of St. Louis
O Spirit of St. Louis (registrado: N-X-211) é um monomotor customizado e de único assento que foi pilotado por Charles Lindbergh entre 20 e 21 de maio de 1927 em sua missão bem-sucedida de travessia do oceano atlântico em voo solo sem escalas de Long Island, EUA, até Paris, França, feito pelo qual foi contemplado com o Prêmio Orteig de US$ 25 mil, que estava sendo oferecido desde 1919 para quem o realizasse.
Lindbergh decolou na manhã de 20 de maio de 1927 com o seu Spirit do aeródromo de Roosevelt Airfield, em Nova York, e pousou após 33 horas e 30 minutos de voo no Aeroporto de Le Bourget em Paris, na França. A distância total do percurso foi de 3.600 milhas (5.800 km) e naquela ocasião a aeronave foi considerada uma das melhores do mundo, tendo sido projetada e produzida pela Ryan Airlines, sediada em San Diego, California, cujo proprietário e dirigente era Benjamin Franklin Mahoney, que adquiriu a firma do fundador T. Claude Ryan no ano anterior. O Spirit está agora em exposição permanente na galeria Milestones of Flight do Museu do Ar e Espaço, em Washington D.C..

## Desenvolvimento
Oficialmente conhecido como o "Ryan NYP", o monomotor foi desenvolvido pelo projetista Donald A. Hall da Ryan Aircraft Companhy e foi denominado "Spirit of St. Louis" em homenagem aos apoiadores de Lindbergh da St. Louis Raquette Club da sua então residência em St. Louis. Por limitações temporais, o Ryan NYP foi vagamente baseado no avião de carga Ryan M-2 com a principal diferença de ter um alcance de 4.000 milhas em comparação com as 4.100 milhas do "Spirit" e, por não ter um design padronizado, a agência governamental de aviação atribuiu o número de registro  N-X-211 (pelo fato de ser "experimental"). Hall documentou o seu projeto em "Engineering Data on the Spirit of St. Louis" que ele preparou para apresentar a Comitê Nacional para Aconselhamento sobre Aeronáutica (NACA) e está incluído como um apêndice do livro de Lindbergh "The Spirit of St. Louis", que recebeu o Prêmio Pulitzer em 1953.
A Ryan foi fundada em 1925 por Frank Mahoney e Claude Ryan. Porém, no ano seguinte Mahoney comprou a parte do seu sócio e continuou no ramo de desenvolvimento e produção de aeronaves. Embora tenha ocorrido um breve litígio entre Ryan e Mahoney durante essa negociação, consta que Hawley Bowlus foi o gerente da fábrica que supervisionou a construção da Ryan NYP e que Mahoney era naquela ocasião o único proprietário e dirigente da firma, enquanto Donald A. Hall era o seu projetista.
O Spirit foi desenvolvido e produzido em San Diego especialmente para a competição associada ao Prêmio Orteize de US$ 25 mil, para quem cumprisse o voo sem escalas entre Nova York e Paris, feito no qual Lindbergh foi bem-sucedido com o seu monomotor. Hall bem como a equipe da Ryan Airlines trabalham de forma dedicada aos propósitos de Lindbergh, os quais tinham como meta entregar a aeronave em cerca de 60 dias para que assim tivessem chances de obter o prêmio. Embora toda a quantia paga a companhia pelo trabalho não seja precisamente conhecida, sabe-se que Mahoney aceitou o trabalho a preço de custo ou pouco lucro. Lindbergh havia recorrido a Ryan Companhy em fevereiro de 1927, somente após se frustrar com várias companhias de aviação, com proposta de construir uma nova aeronave ou adaptar aeronaves existente, basicamente com a pergunta: "Você pode construir um avião com motor Whirlwind capaz de voar sem escalas entre Nova York e Paris...?". O piloto norte-americano naquela ocasião trabalhava no correio postal aéreo dos EUA e era familiarizado com avião Ryan M-1, cujo projeto se baseou o Ryan NYP.
Mahoney não estava na fábrica quando Lindbergh os abordou, mas os responsáveis responderam: “Pode ser produzido um avião de projeto similar ao Ryan M-1, mas com asas maiores a entrega somente pode ser feita em três meses”. O piloto então ressaltou que devido à competição na qual estava engajado o avião precisava ser entregue em menos de 3 meses. Anos depois, Jon Van Der Linde, mecânico chefe da Ryan Aircraft relembrou o episódio: “Isso não incomodou Mahoney, que também havia acabado de comprar a empresa”, pois ele em seguida telegrafou para Lindbergh aceitando as exigências do pedido no mesmo dia e dizendo que poderia ser feito em dois meses.

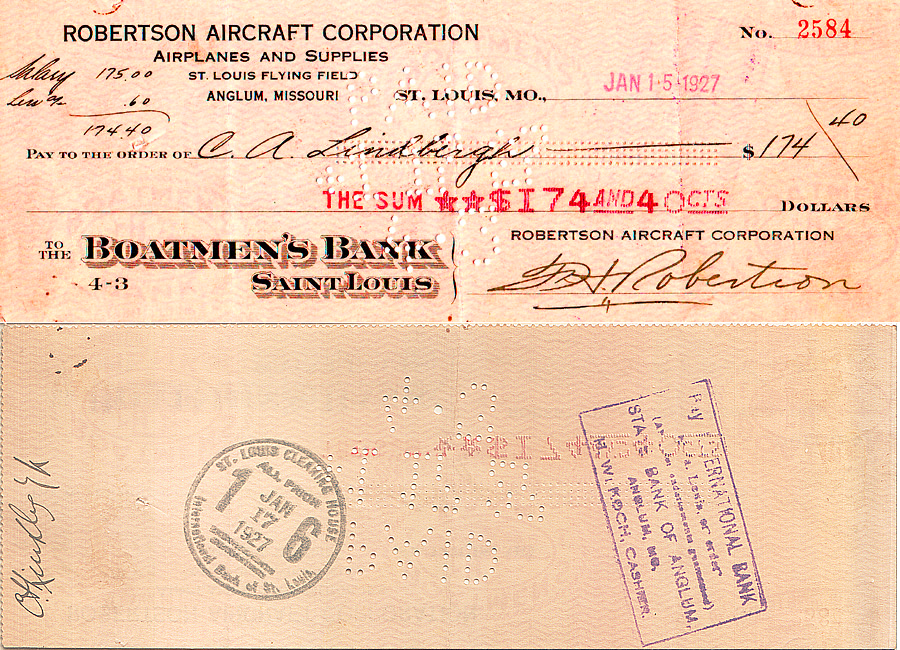
Parte do financiamento do Spirit of St. Louis veio das economias de Lindbergh quando trabalhou como piloto no Correio Aéreo Postal dos EUA (15 de Janeiro, 1927 RAC Cheque de pagamento).

Lindbergh visitou a fábrica em San Diego pela primeira vez em 23 de fevereiro daquele ano, oportunidade em que conheceu Mahoney, Bowlys, o engenheiro chefe Donald Hall e o gerente comercial A. J. Edwards. Após uma reunião entre eles, ficou acordado que o Spirit seria produzido por US$10.580, em que foi reafirmado o compromisso de entrega em 60 dias. Lindbergh contribuiu com US$ 2.000 além do custo de produção da aeronave, quantia que ele economizou durante os seus anos trabalhando como piloto do Correio Aéreo Postal nos EUA, na Robertson Aircraft Corporation.
Lindbergh estava confiante na equipe de produção, segundo ele: “Eu acredito na habilidade de Hall; Eu gosto do entusiasmo de Mahoney. Eu tenho confiança no caráter dos trabalhadores que eu conheci”. Ele então foi ao aeródromo da fábrica se familiarizar com outros projetos da Ryan Aircraft, como o M-1 e o M-2, e na sequência telegrafou para seus investidores em St. Louis recomendando o negócio, que foi então rapidamente aprovado.
Mahoney passou ficar engajado totalmente ao compromisso de entrega. Para tanto, colocou toda a sua equipe para trabalhar exclusivamente no projeto de Lindbergh e, após 60 dias, o Spirt of St. Louis foi finalmente concluído. Na ocasião, com a presença do piloto, o motor radial Wrigh Whirlwind J-5C 223-hp foi acionado para testes preliminares. A aeronave finalizada possuía 46 pés de envergadura de asa (cerca de 14m), o que era 10 pés (3 m) maior do que o Ryan M-1, que foi o projeto pelo qual a construção da aeronave se baseou, de modo a acomodar a carga pesada necessária para a missão de Lindbergh, a qual envolvia carregar um peso de 1.610 litros (425 galões) de combustível suficientes para a travessia do atlântico. Em 1927, em o seu livro “We”, Lindbergh ressaltou o papel dos construtores do avião na conquista do seu feito, onde publicou uma fotografia junto daquela equipe com o título “Os homens que fizeram o avião” e identificando-os nominalmente “B. Franklin Mahoney, presidente da Ryan Airlines; Bowlys, Hall e Edwards em pé com o aviador em frente da aeronave finalizada”.

## Reproduções

### Réplicas aeronavegáveis
O Mahoney Ryan B-1 “Brougham” foi também utilizado como base na produção do Spirit of St. Louis. A reprodução foi utilizada no filme da Paramount Men with Wings de 1938 estrelando Ray Milland.
Todas as três réplicas utilizadas no filme A Águia Solitária (1956) estão preservadas. Com a primeira, o B-153 em exposição no Museu de História de Missouri, em St. Louis; o segundo, o B-156, tendo integrado a coleção do Museu Henry Ford, em Dearborn, no Michigan; e o terceiro, o B-159, incluído no acervo do Cradle of Aviation Museum localizado em Garden City, Long Island, Nova York, próximo ao Roosevelt Field, local em que Charles Lindbergh originalmente decolou com o seu Spirit em 20 de maio de 1927. De acordo com informações do Museu Henry Ford, a cópia lá exibida pertencia a James Stewart, ator que interpretou Lindbergh no filme de 1956, assim Stewart é creditado como sendo o doador da aeronave ao museu. Também consta que Lindbergh deu consultoria e também pilotou as réplicas da Spirit of St. Louis utilizadas na produção daquele filme, embora isso tenha sido contestado posteriormente.

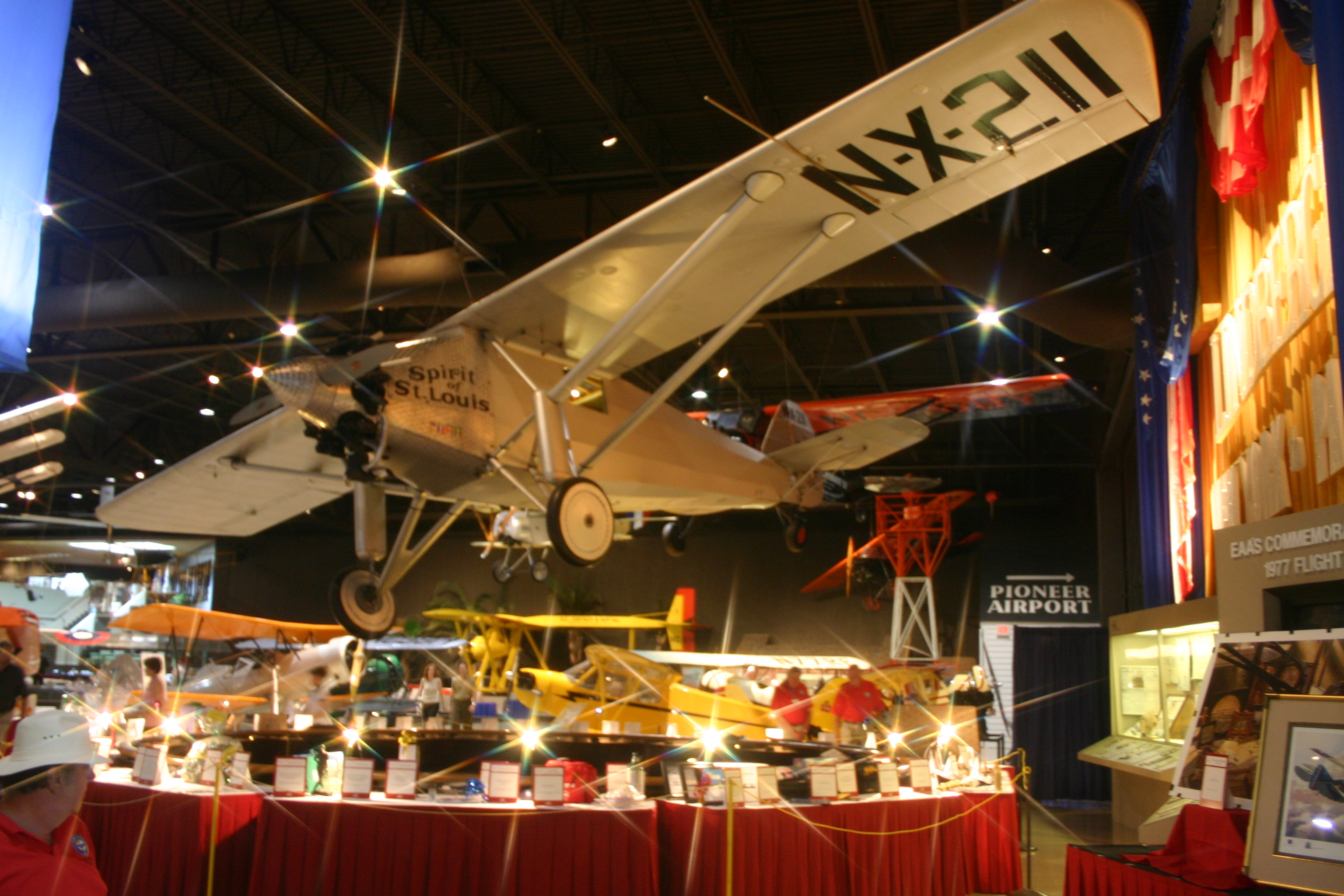
Réplica do Spirit of St. Louis replica no Air Venture Museum (EAA)

No 40º aniversário do voo de Lindbergh, uma réplica denominada Spirit 2 foi construída pelo piloto de acrobacias Frank Tallman. O seu voo ocorreu em 24 de abril de 1967 e realizou demonstrações de voo no Paris Air Show daquele ano. Em 1972, o Spirit 2 foi vendido por US$ 50.000 mil para o San Diego Air & Space Museum (antigo San Diego Aerospace Museum) e foi disponibilizada a exibição pública até ter sido destruída por um incêndio criminoso em 1978. O Museu então construído uma réplica substituta denominada Spirit 3, que voo pela primeira vez em 28 de abril de 1979, e realizou sete voos antes de ser fixada para exposição naquele museu. Em agosto de 2003, o Spirit 3 foi removido da exposição para realizar um voo em um evento em comemoração ao 75º aniversário do voo de Lindbergh. A aeronave está agora em exposição na rotunda daquele museu.
Por meio dos esforços da equipe e de voluntários, a Experimental Aircraft Association (EAA) de Oshkosh, Wisconsin, produziu duas réplicas do Spirit of St. Louis, motorizadas com o motor radial Continental R-670-4. O primeiro feito em 1977, em comemoração ao 50º aniversário do voo de Lindbergh. Esse exemplar está agora em exposição naquele museu em sua principal galeria. A segunda réplica, começou a ser produzida em 1977 e teve seu primeiro voo em novembro de 1990, tendo continuado a voar em exibições de shows aéreos e eventos comemorativos. Ambas as réplicas da EAA foram registradas N-X-211, igualmente ao Spirit original.
Outra réplica aeronavegável foi produzida por David Cannavo e teve o seu primeiro voo em 1979, motorizado com um Lycoming R-680 radial. Em 1995, ela foi adquirida por Kermit Weeks para o seu Fantasy of Flight Museum em Polk City, Florida.
Uma reprodução do Spirit (Registrado ES-XCL), que foi construída e certificada na Estônia em 1997, teve posteriormente cancelada a sua licença, pois após a sua decolagem em um show aéreo em Coventry, Inglaterra, em maio de 2003, a aeronave sofreu falha estrutural, resultando em um acidente fatal, matando o seu proprietário e piloto, o capitão Pierre Hollander.
Uma réplica recém finalizada, de propriedade da Old Rhinebeck Aerodrome (ORA), protocolou pedido de certificado de aeronavegabilidade, cumprindo o sonho de vida do fundador, Cole Palen (1925-1993). O projeto da réplica foi iniciado por Palen antes do seu falecimento, e posteriormente assumido pelo ex-piloto da ORA e atual gerente de manutenção de aeronaves antigas Ken Cassens, recebendo a cobertura de asas com tecido selado em 2015. Um original e restaurado motor radial Wright J-5 Whirlwind foi obtido por Palen nos anos 1970 para o projeto, e também foi incorporada na réplica instrumentos aviônicos dos anos 1920, incluindo a mesma earth inductor compass (bússola que permite determinar direções com base no princípio da indução electromagnética, por aproveitamento das linhas de força do campo magnético terrestre) utilizada por Lindbergh, tornando-se assim uma das réplicas aeronavegáveis mais parecidas com o Spirit original. A réplica teve o seu primeiro voo bem-sucedido em dezembro de 2015, em Nova York, pilotado pelo construtor e restaurador de aeronaves Ken Cassens. O avião fez a sua primeira exibição de pública de voo em 21 de maio de 2016, durante evento de comemoração do 89º aniversário do voo de Lindbergh.

### Réplicas estáticas em exibição
Uma réplica de 90% de precisão da aeronave foi produzida em 1956 para o filme A Águia Solitária, protagonizado por James Stewart como Charles Lindbergh, e está atualmente em exposição no Aeroporto Internacional de Minneapolis-Saint Paul no Terminal Lindbergh. Em 1999, o San Diego Air & Space Museum construiu um não aeronavegável exemplar, o qual foi  equipado com um motor Wright J-5 original. Uma réplica de exibição permanente do Spirit of St. Louis foi produzida em 2002 e está atualmente em exposição no Aeroporto Internacional de Saint Louis. O Museu Aeroespacial Octave Chanute em Rantoul, Illinois, também possui uma réplica estática construída por voluntários do próprio museu. Duas réplicas também podem ser vistas na Alemanha, uma no Aeroporto Internacional de Frankfurt e outra em uma coleção privada de um entusiasta daquele país.

## Especificações (Ryan NYP)
Dados a partir de:
Características gerais
- Tripulação: 1
- Comprimento: 27 pés 7 pol (8,4 m)
- Envergadura: 46 pés (14 m)
- Altura:  9 pés 10 pol (3 m)
- Área da asa: 320 pés² (29,7 m²)
- Perfil aerodinâmico: Clark Y
- Peso vazio: 2.150 libras (975 kg)
- Peso carregado: 2.888 libras (1.310 kg)
- Peso máximo de decolagem: 5.135 libras (2.330 kg)
- Motorização: um Wright Whirlwind J-5C de 223 HP (166 kW) com hélice de aço lamina única

Performance
- Velocidade máxima: 133 mph (214 km/h)
- Velocidade de cruzeiro: 100–110 mph (161–177 km/h)
- Autonomia de voo: 4.100 milhas (6.600 km)
- Teto de serviço: 16.400 pés (5.000 m)
- Taxa de subida: desconhecido
- Carregamento de asa: 16 lb/pés² (78 kg/m²)
- Relação potência/Massa: 23 libras/hp (10,4 kg/hp)

## Galeria de imagens

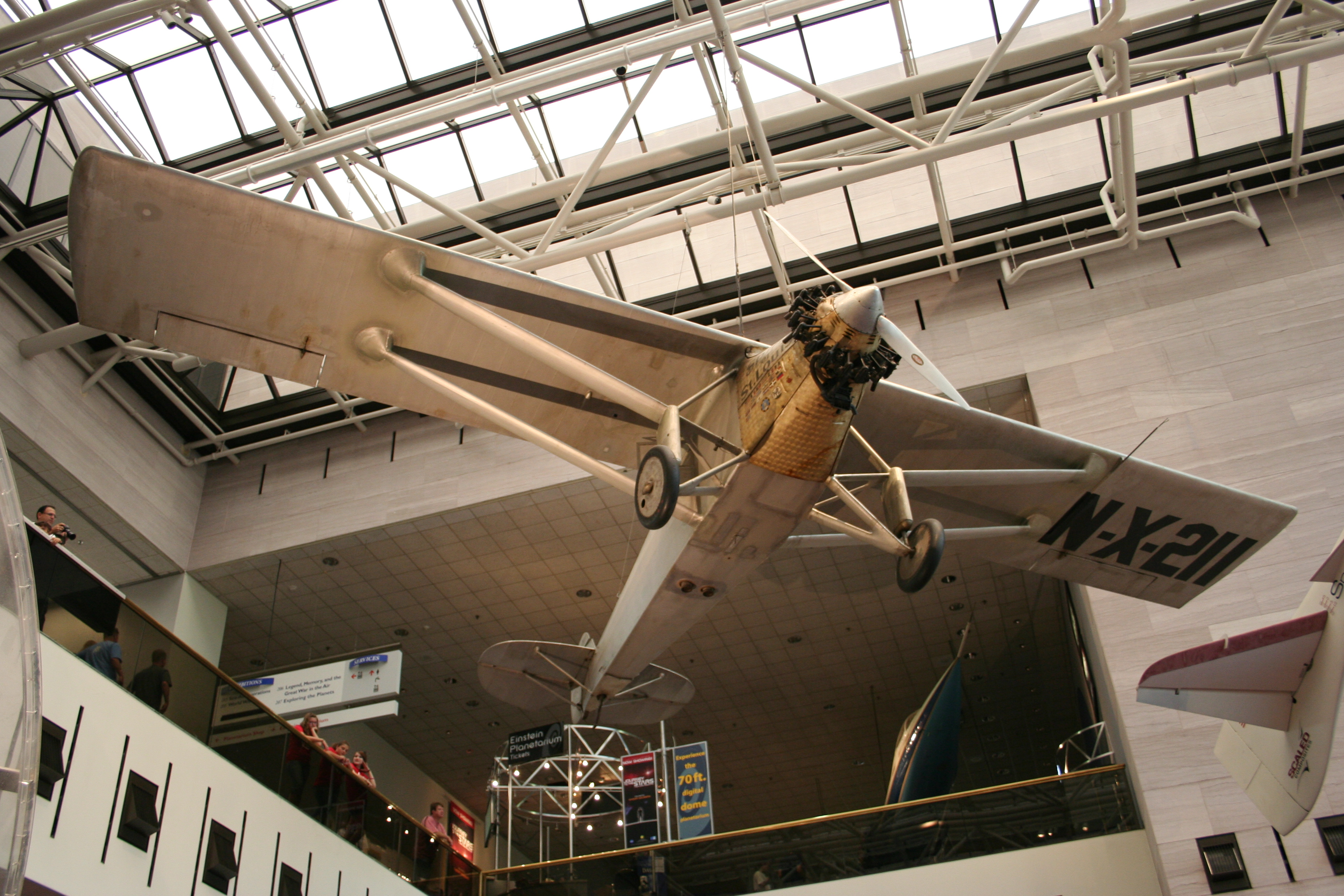
O Spirit of St. Louis em exposição no Museu do Ar e Espaço, em Washington D.C.
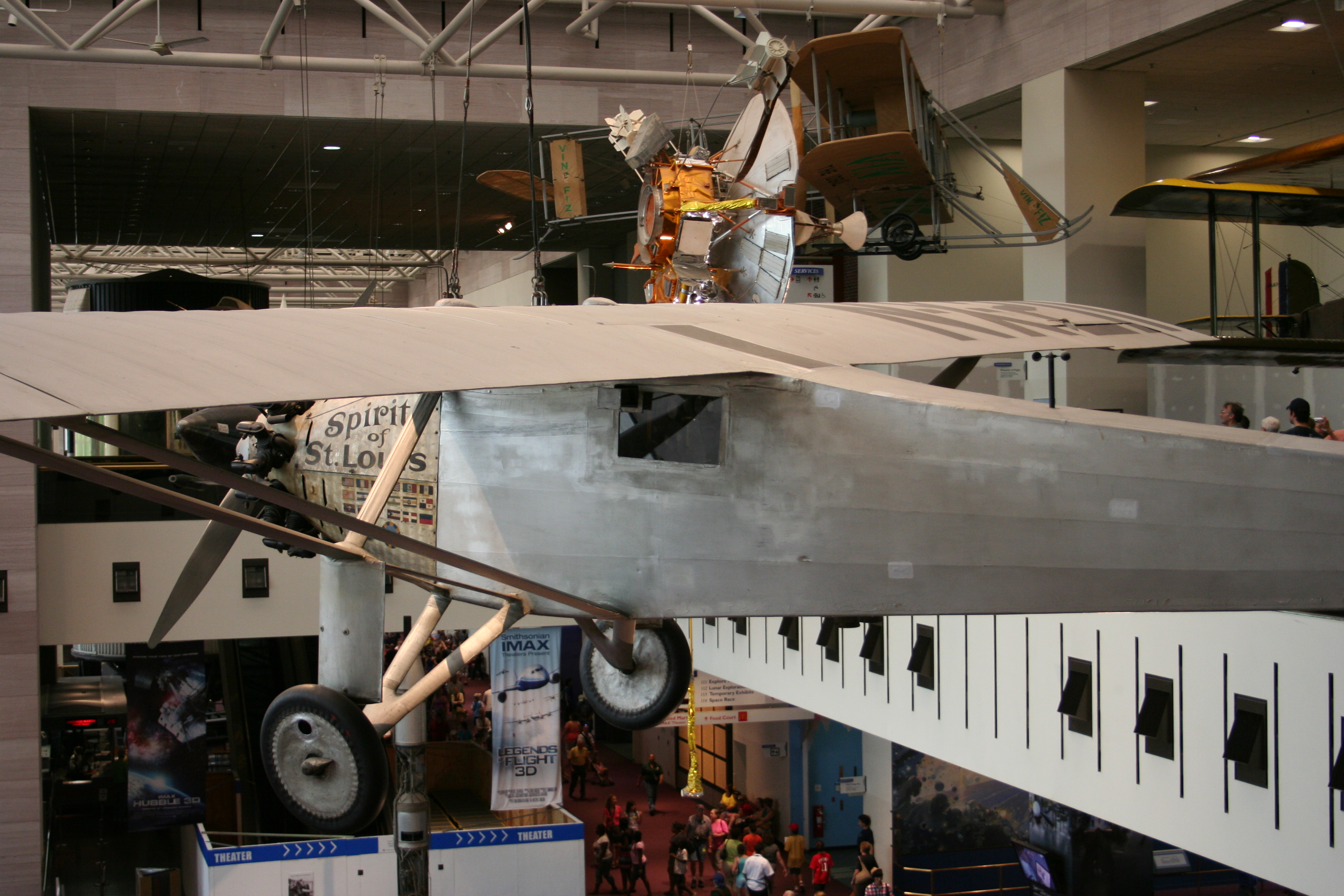
Lado esquerdo do Spirit of St. Louis
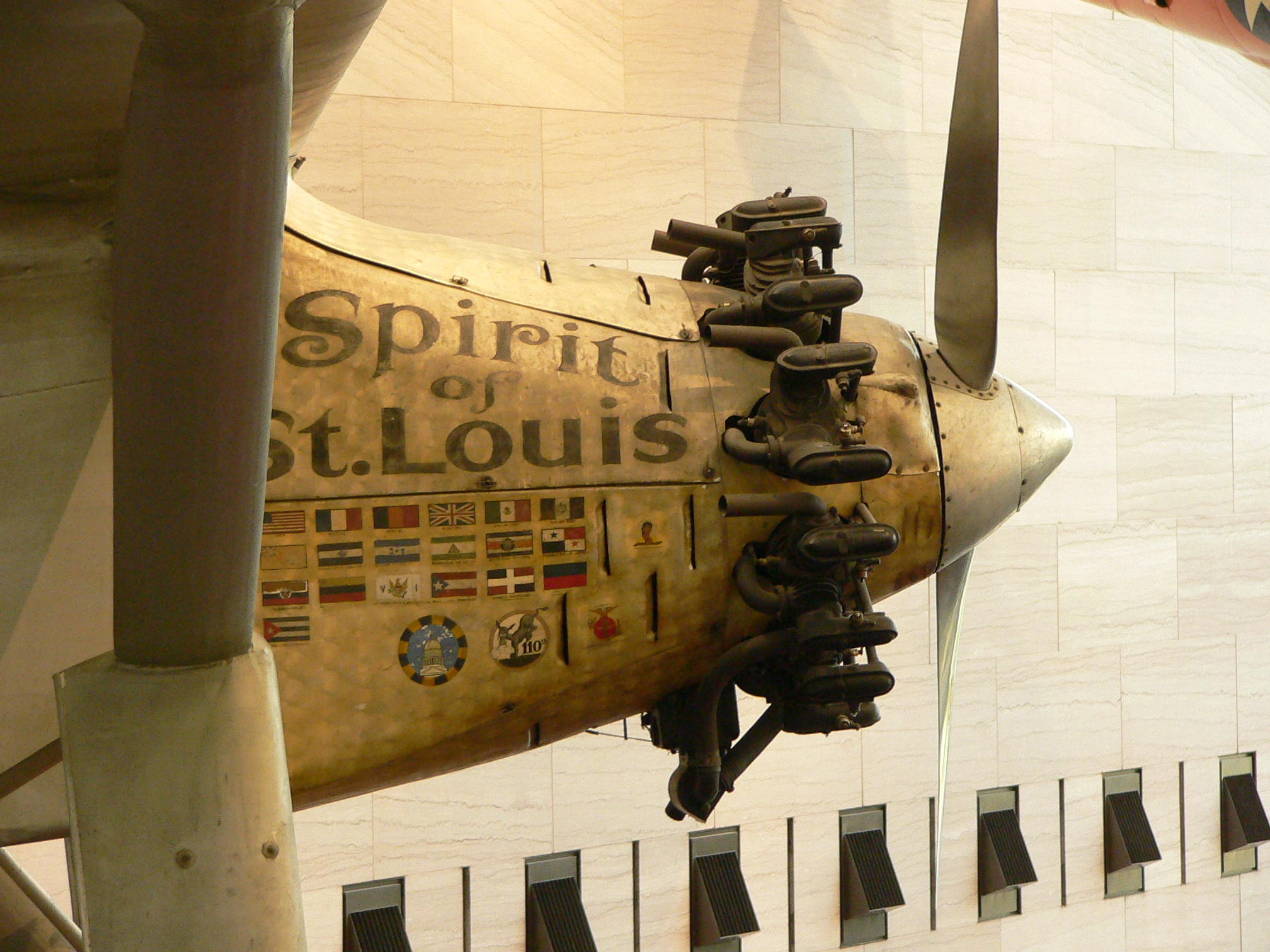
Nariz do Spirit of St. Louis, com o motor Wright Whirlwind Radial visível
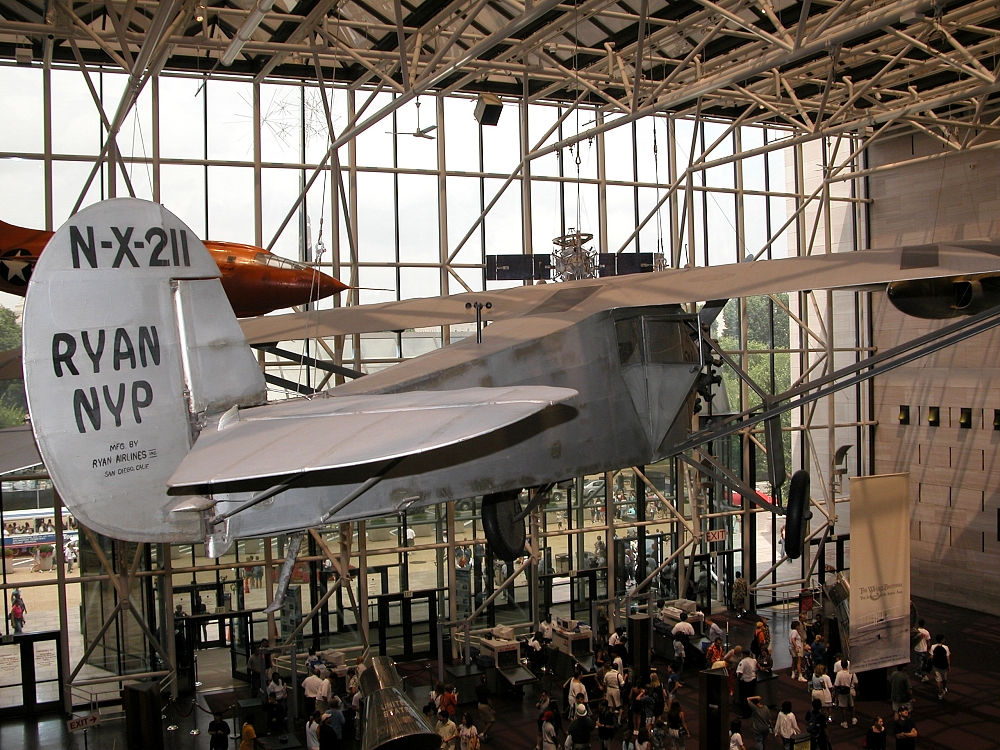
Cauda do Spirit of St. Louis
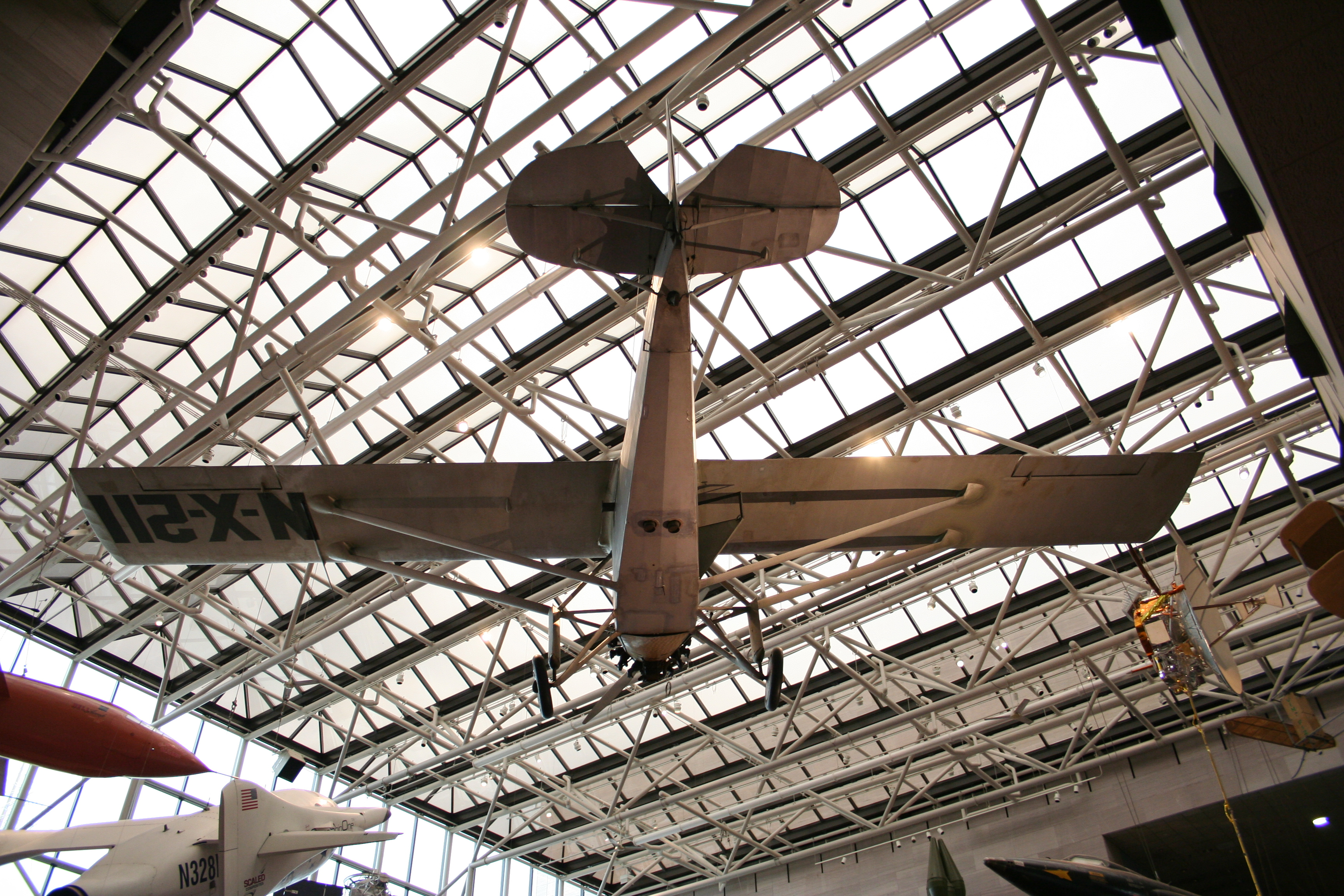
O Spirit of St. Louis visto debaixo
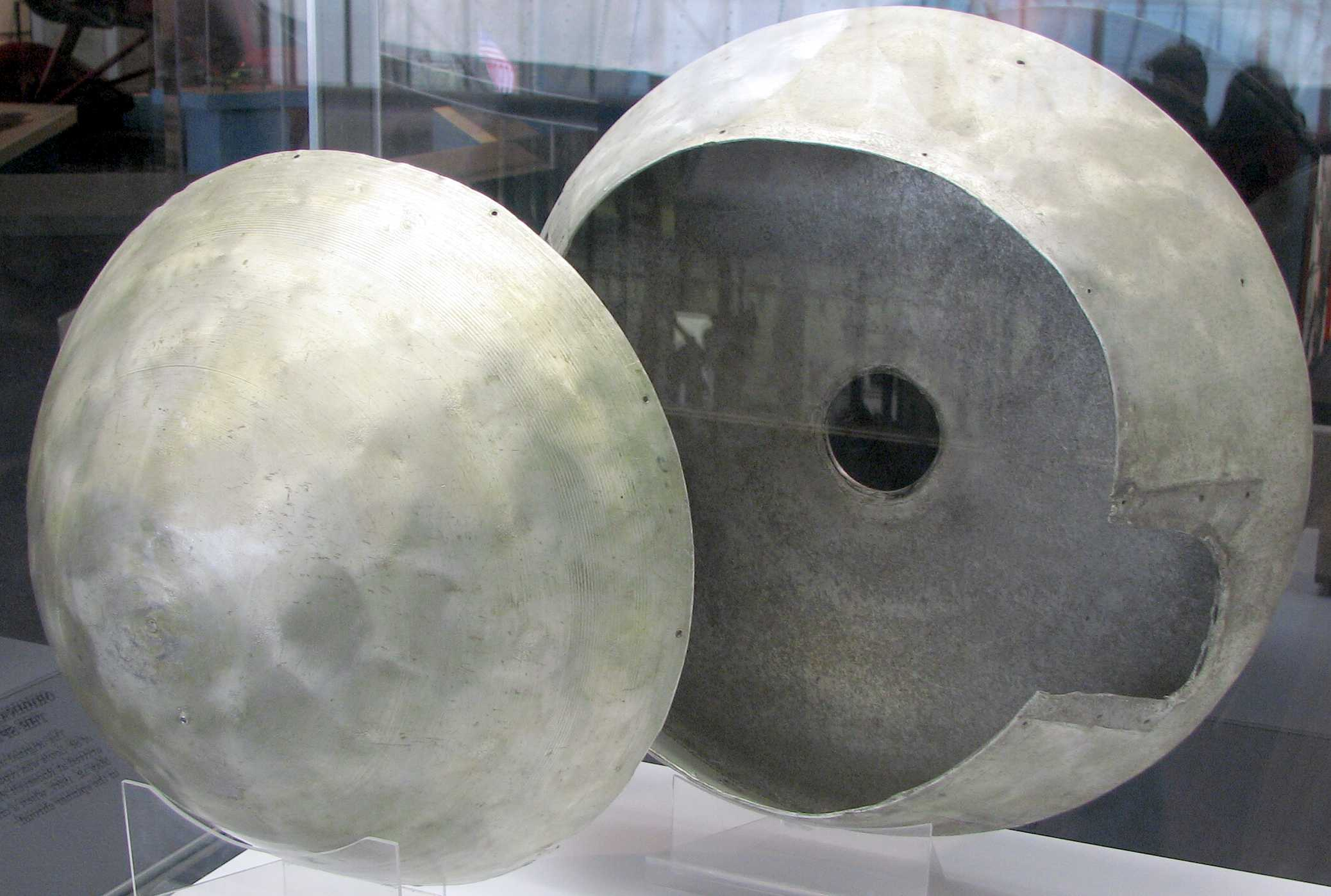
Spinner do Spirit of St. Louis
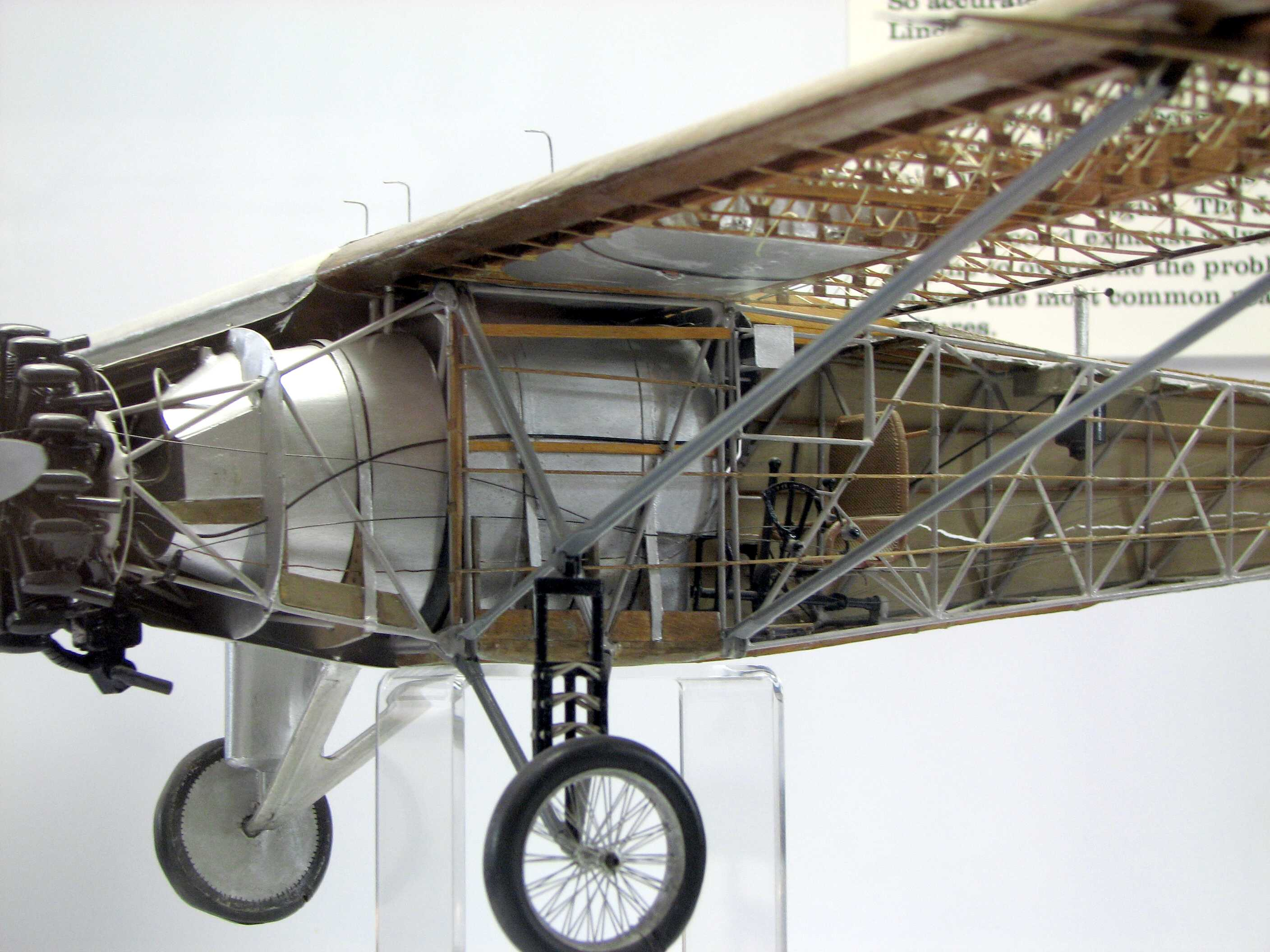
Réplica do Spirit of St. Louis
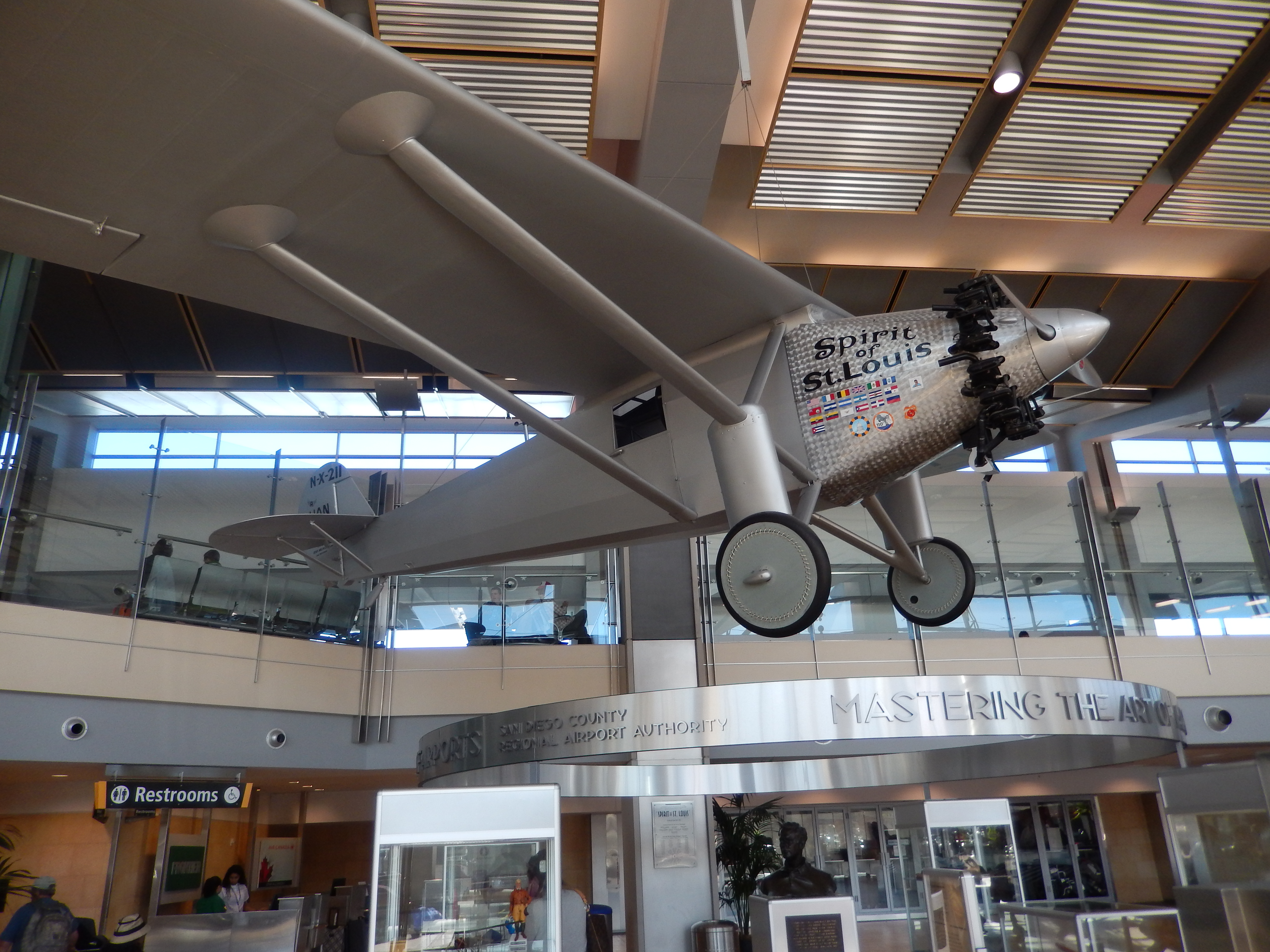
Réplica do Spirit of St. Louis no Aeroporto de San Diego